# Otto Nordenskjöld
Nils Otto Gustaf Nordenskjöld (Sjögelö, 6 de diciembre de 1869 - Gotemburgo, 2 de junio de 1928) fue un geólogo, geógrafo y explorador polar sueco.
Nordenskjöld nació en Hesselby, Småland en el este de Suecia, en una familia finlandesa-sueca que incluía a su tío materno Adolf Erik Nordenskiöld, otro destacado explorador polar. (Notar la diferencia en ortografía: Nordenskjöld para la familia paterna en Suecia, y Nordenskiöld para la rama materna de la familia en Finlandia.) Estudió en la Universidad de Upsala, obteniendo un doctorado en geología en 1894, y más tarde se hace profesor asociado del departamento de geología de la universidad. Su primo fue Erland Nordenskiöld, otro explorador de Sudamérica.
Otto Nordenskjöld lideró expediciones mineralógicas a la Patagonia en la década de 1890, y a Alaska y al área de Klondike (Yukón), Canadá en 1898.
En 1905 fue designado profesor de geografía (con geografía comercial) y etnografía en la Universidad de Gotemburgo.

## Expedición Antártica Sueca

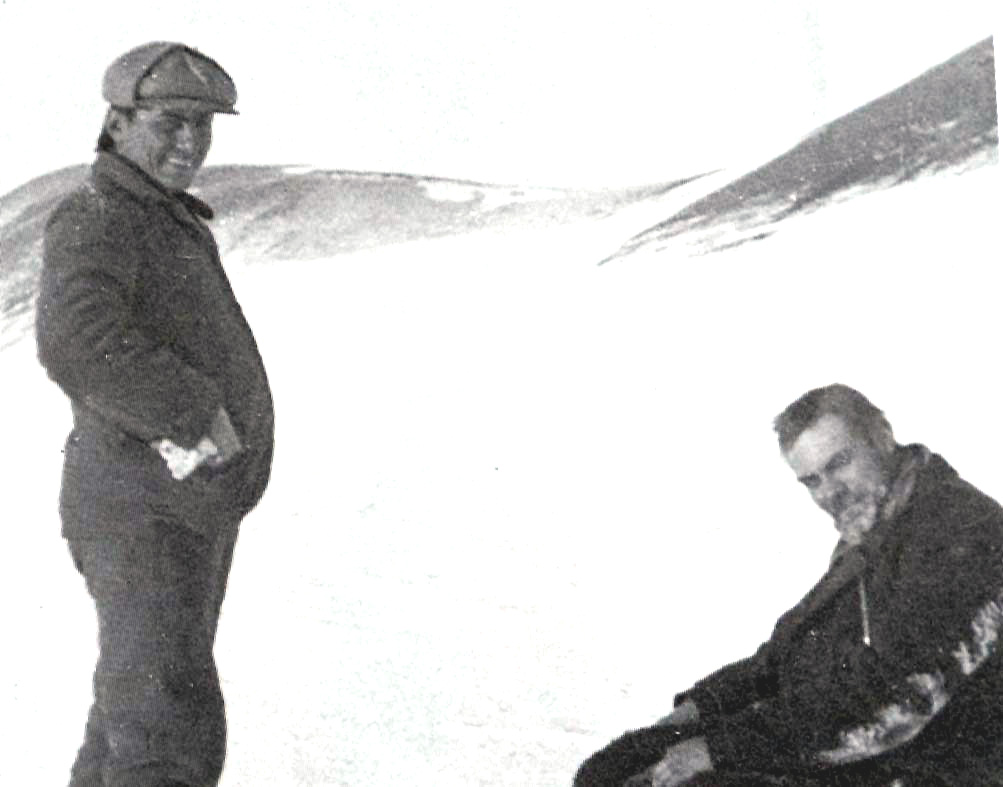
Otto Nordenskjöld (a la derecha) con José María Sobral en la isla Cerro Nevado, c. 1904.

Lideró la Expedición Antártica Sueca de 1901-1904, a bordo del barco Antarctic. La expedición visitó las islas Malvinas, y el barco, comandado por el marino antártico Carl Anton Larsen, dejó al grupo de Nordenskjöld en la isla Cerro Nevado (Snow Hill), una isla adyacente a la costa oriental de la península Antártica. Nordenskjöld pasó el invierno en la isla Cerro Nevado, mientras el Antarctic regresó a las Malvinas. El siguiente verano Larsen se dirigió de nuevo al sur, intentando volver con el grupo de Nordenskjöld, pero quedó atrapado en el hielo, el cual eventualmente impactó y rompió el casco, obligando a Larsen y su tripulación a pasar el invierno en un improvisado refugio en isla Paulet. 
La falta de noticias sobre Nordenskjöld movilizó a suecos, franceses y argentinos para organizar una expedición de rescate.
Larsen y Nordenskjöld finalmente se encontraron en su refugio en bahía Esperanza a fines de 1903, donde fueron rescatados por la corbeta de la Armada Argentina ARA Uruguay (al mando del capitán Julián Irizar), la que había sido enviada cuando el Antarctic había fallado en su intento de regresar a América del Sur el año anterior. A pesar de su final y de las grandes penurias sufridas, la expedición fue considerada un éxito científico.
Nordenskjöld ha concretado durante su accidentada campaña varios logros significativos entre ellos haber logrado la máxima penetración por tierra, hasta entonces, hacia el polo sur, al haber llegado a los 66 grados 33' de latitud sur. Por otra parte ha precisado la hasta entonces incierta geografía de la zona, habiendo explorado gran parte de la costa oriental de la Península Antártica, incluyendo cabo Longing, isla James Ross, el archipiélago de Joinville, y el archipiélago Palmer, y realizado las observaciones magnéticas previstas. 
El más sorprendente descubrimiento realizado por su expedición es el hallazgo en la isla Seymour de restos fósiles de animales prehistóricos. Las evidencias que se consolidaron con nuevos hallazgos en las siguientes décadas sugieren que la inhóspita región ha disfrutado en otras épocas de temperaturas tropicales. 
De regreso a Europa, luego de compartir sus logros científicos, Nordenskjold plasmó dos años más tarde en un libro las experiencias de su expedición. Entre tanto nuevos intentos de exploración, esta vez desde el cuadrante australiano, estaban en marcha para profundizar los avances hacia el Polo Sur, el cual fue alcanzado a comienzos de 1912. 
La expedición que llevó el nombre de Nordenskjöld a la fama también le trajo un enorme costo, dejándolo extremadamente endeudado.

## Cronología de la expedición
Octubre de 1901: Otto Nordenskjöld, geólogo sueco de 32 años parte de Gotemburgo en el buque Antartic junto a otros 6 científicos rumbo a la Antártida 
Diciembre de 1901: La expedición parte luego de aprovisionarse en Buenos Aires hacia las Islas Malvinas, habiéndose incorporado a ella el alférez de la Armada Argentina José María Sobral. 
Febrero de 1902: Nordenskjold y su grupo desembarca en la isla Paulet para continuar por sus propios medios hacia el sur y establecer finalmente su base en la isla Cerro Nevado (Snow Hill) para invernar. 
Noviembre de 1902: El Antartic al mando del capitán Larsen, de regreso de las islas Malvinas enfrenta hielos en navegación que le bloquean el avance hacia la isla de Cerro Nevado. 
Diciembre de 1902: Larsen destaca a bordo de un bote ballenero a un grupo integrado por Andersson, Duse y Toralf Grunden con la intención de lograr hacer contacto con Nordenskjold. 
1903: Rescate de la expedición de Otto Nordenskjöld
El grupo de Otto Nordenskjold, geólogo sueco de 32 años que ha partido de Gotemburgo en el buque Antartic junto a otros 6 científicos rumbo a la Antártida, ha desembarcado e iniciado la exploración del continente en febrero de 1902, entre sus miembros se ha sumado en su escala en Buenos Aires el alférez argentino José M. Sobral. El retorno de la expedición inicialmente previsto para febrero de 1903 se prolongará dramáticamente al no arribar el buque expedicionario Antartic al punto de reunión. 
El buque al mando del capitán Larsen, aprisionado por los hielos, ha naufragado en el trayecto de aproximación. La falta de noticias sobre Nordenskjöld moviliza a suecos, franceses y argentinos para organizar una expedición de rescate. Finalmente en noviembre de 1903 es la corbeta argentina Uruguay al mando del capitán Irízar la que logra rescatar a ambos grupos poniendo fin a la odisea.

## Otras expediciones
Nordenskjold más tarde exploró Groenlandia en 1909 y regresó a América del Sur para explorar Chile y Perú a principios de los años 1920. Muchas muestras de esta expedición se pueden apreciar en el Museo de Historia Natural en Lima).
También estudió los efectos del invierno en el clima de montaña, y su fórmula es uno de los medios usados para clasificar la zona climática polar.

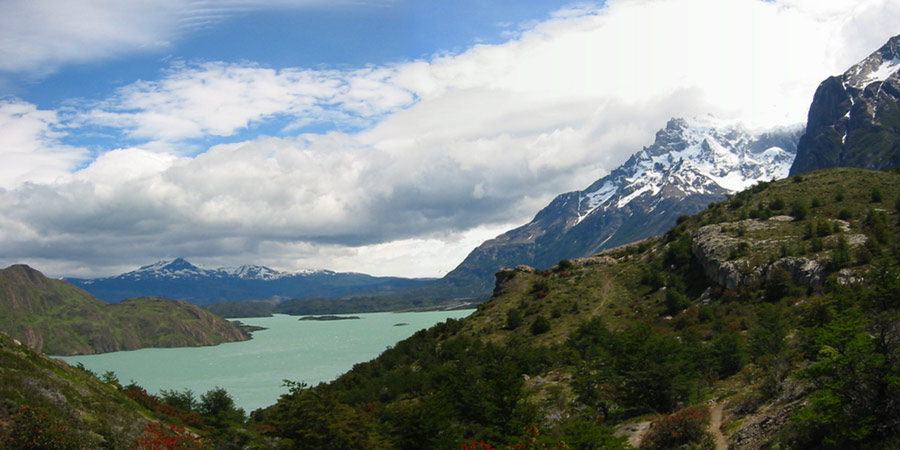
Lago Nordenskjöld en parque nacional Torres del Paine.

Varios topónimos han sido dedicados a Otto Nordenskjöld, entre ellos:
- Lago Nordenskjöld, un lago patagónico andino del parque nacional Torres del Paine, Chile;
- Costa Nordenskjöld, una sección de la costa oriental de la península Antártica;
- Cuenca de Nordenskjöld, una cuenca submarina;
- Lengua de Hielo Nordenskjöld, una lengua de hielo glacial sobre el mar de Ross;
- Glaciar Nordenskjöld, un glaciar de Georgia del Sur;
- Rocas Nordenskjöld, unos afloramientos rocosos en la península Antártica;
- Pico Nordenskjöld, una montaña de las Georgias del Sur.